# Irezumi – Die tätowierte Frau
Irezumi – Die tätowierte Frau (jap. 雪華葬刺し, Sekka Tomurai Zashi, engl. Titel: Irezumi: Spirit Of Tattoo) ist ein Film des japanischen Regisseurs Yōichi Takabayashi aus dem Jahre 1981, der auf einem Roman von Baku Akae basiert. Das Erotik-Drama wurde in Deutschland bisher ausschließlich in der Originalfassung mit deutschen Untertiteln (OmU) gezeigt.

## Handlung
Die junge und sehr hellhäutige Frau Akane will ihrem Fetisch liebenden Partner Fujeda seinen Herzenswunsch erfüllen und sich mit einem großflächigen Irezumi-Tattoo (ein Wassergeist im Kampf mit einem Drachen) auf Rücken und Gesäß schmücken lassen. Deswegen geht sie in seinem Auftrag nach Kyōto, zu einem absoluten Meister dieser alten Kunst. Der hat allerdings über die Jahre hinweg seine eigene, ganz besondere Technik dafür entwickelt und willigt nur ein, wenn Akane sich darauf einlässt. Seiner Meinung nach entspannt sich der Körper und somit auch die Haut seines weiblichen „Kunstobjekts“ nur dann zu seiner absoluten Zufriedenheit, wenn sie während seiner Arbeit von einem Mann penetriert wird und dabei völlig ruhig in der sogenannten Amazonen-Reitstellung verharrt. So wird Akane von Tattoo-Meister Kyogoros jungem Lehrling Harutsune fest und zugleich aber auch zärtlich in die Arme genommen, während der Alte hingebungsvoll mit seiner Kunst beschäftigt ist. Er will sein letztes Meisterwerk dieser Art schaffen und fühlt bereits, dass er dem Tode nahe ist. Unter der permanenten Marter mit den Nadeln verändert sich jedoch nicht nur die Haut von Akane immer mehr – die junge Frau fängt schon bald an die Schmerzen und ihre aufkeimende Wollust zu genießen und wandelt sich fortan auch geistig, legt sogar zum Teil die totale Unterwürfigkeit ihrem Geliebten Fujeda gegenüber ab.
Verwoben in diese Dreier-Geschichte ist allerdings auch noch ein Familiendrama, das den Meister und seinen Schüler betrifft. Der Alte hatte vor vielen Jahren seine eigene Frau Haruna unter ähnlichen Umständen verschönert, sie dafür vergewaltigt und dabei geschwängert, worauf sie ihn gekränkt für immer verließ. Lehrling Harutsune stellt sich nun als sein eigener Sohn heraus, der nach der Entdeckung der wahren Verhältnisse die damals erlittene Schmach der Mutter rächen will.